# جورج يوست كوفين
جورج يوست كوفين (بالإنجليزية: George Yost Coffin)‏ هو رسام كارتون أمريكي، ولد في 30 مارس 1850 في Pottstown, Pennsylvania ‏ في الولايات المتحدة، وتوفي في 28 نوفمبر 1896.